# Хомсъёхан
Хомсъёхан (устар. Хомас-Юган) — река в России, протекает по Ямало-Ненецкому АО. Устье реки находится в 336 км по левому берегу реки Левая Хетта. Длина реки составляет 25 км.

## Данные водного реестра
По данным государственного водного реестра России относится к Нижнеобскому бассейновому округу, водохозяйственный участок реки — Надым, речной подбассейн реки — подбассейн отсутствует. Речной бассейн реки — Надым.
Код объекта в государственном водном реестре — 15030000112115300049129.